# Хаджжі II ас-Саліх
Ас-Саліх аль-Мансур Салах ад-Дін Хаджжі ібн Шабан (араб. الملك الصالح/المنصور/المظفر صلاح الدين حاجي بن شعبان; помер 1390) — останній мамелюкський правитель Єгипту з династії Бахрітів.

## Життєпис
Після смерті султана Алі II у травні 1382 року група впливових черкеських мамелюків еміра Баркука возвели на престол чергового малолітнього султана з династії Бахрітів. Новий султан був розпещеною дитиною й садистом, який любив мучити жінок свого гарему. У листопаді 1382 року Баркук вирішив, що він має достатньо сил, щоб зайняти трон самостійно. Заворушення у Сирії вимагали сильного правителя. Баркук усунув Хаджжі II й домігся визнання себе султаном — першим з черкеської династії Бурджитів.
Як з'ясувалось, Баркук захопив трон передчасно, що призвело до новому періоду політичної нестабільності та громадянської війни. 1389 року у східній Анатолії й Алеппо повстали еміри Мінташ і Ялбуга, яких підтримували арабські богослови, які бажали повернути державу мамелюків під контроль халіфа аль-Мутавакіля I. Вони мали підтримку тюрків і монголів, зайняли Дамаск і навесні 1389 року вирушили на Каїр. Коли до повстання приєднались столичні еміри, заворушення поширились і на Каїр, де за наказом Баркука почали зводити укріплення. На вулицях зав'язались бої, заколотники з катапультами та грецьким вогнем атакували цитадель. Дедалі більше послідовників залишали Баркука, незважаючи на його обіцянки. У травні 1389 року Хаджжі II був відновлений на престолі, але два лідери повстання — Мінташ і Ялбуга — посварились та почали війну одне з одним. За рік Баркуку вдалось, за допомогою місцевих чиновників, вийти з в'язниці та згуртувати навколо себе своїх прибічників. 1 лютого 1390 року він увійшов до Каїру з тріумфом. Халіф Закарія аль-Мутасім і султан Хаджжі II потрапили у полон. Повалений султан помер у цитаделі того ж року.